# Епархия Ле-Мана
Епархия Ле-Мана (лат. Dioecesis Cenomanensis, фр. Diocèse du Mans) епархия в составе архиепархии-митрополии Ренна Римско-католической церкви во Франции. В настоящее время епархией управляет епископ Ив Ле Сокс.
Клир епархии включает 237 священников (163 епархиальных и 74 монашествующих священников), 23 диакона, 75 монахов, 741 монахиню.

## Территория
В юрисдикцию епархии входит 113 приходов в департаменте Сарт во Франции.
Все приходы объединены в 13 деканатов.
Кафедра епископа находится в городе Ле-Ман в церкви Святого Иулиана.

## История
Кафедра Ле-Мана, по преданию, была основана в первые века существования Церкви. Однако некоторые епископы того периода до сих пор не имеют исторического подтверждения. Первым епископом, чье имя упоминается в письменных источниках, был святой Викторий, который в 453 году участвовал в заседаниях Турского собора. В то время епископы Ле-Мана были суффраганами архиепископа Турского.
В Раннем Средневековье Ле-Ман был центром культа святой Схоластики, чьи мощи были принесены в город в 660 году. В середине IX века норманны разрушили монастырь, в котором хранились реликвии. В 874 году часть мощей была подарена монастырю в Жювиньи-ле-Даме. Оставшаяся часть хранились в соборной церкви Святого Петра в городе Ле-Ман. Мощи пострадали во время страшного пожара 3 сентября 1134 года. Тем не менее, почитание святой Схоластики не прекратилось. 11 июля 1464 года было основано братство в честь святой Схоластики, 23 ноября 1876 года она была провозглашена патронессой епархии.
В XII и XIII веках в епархии процветало монашество, особенно среди цистерцианцев.
В 1603 году иезуиты основали в Ле-Мане знаменитый коллеж Ла-Флеш, среди выпускников которого были Декарт, принц Евгений Савойский и Марин Мерсенн.
После конкордата 1801 года с Францией, буллой Qui Christi Domini папы Пия VII от 29 ноября 1801 года епархия Ле-Мана уступила часть своей территории в пользу епархий Се, Орлеана, Шартра и архиепархии Тура. Вместе с тем, в состав епархии была включена часть территории епархии Анже.
30 июня 1855 года часть территории епархии Ле-Мана отошла к новой епархии Лаваля.
8 декабря 2002 года, в связи с реорганизацией церковных структур Католической церкви во Франции, епархия вошла в состав церковной провинции Ренна.

## Ординарии епархии
- святой Иулиан (около 340);
- святой Турибий I[фр.];
- святой Паваций;
- святой Либорий;
- святой Викторий I (451 — 01.09.490);
- Турибий II (490—497);
- святой Принципий (497—511);
- Викторий II (511—530);
- Севериан (530—532);
- святой Иннокентий (532—543);
- Синфред (543—560);
- Домнол (560 — 01.10.581);
- Баудегизиль (581—586);
- святой Бертранд[итал.] (587 — 30.06.623);
- святой Хадуин (623 — 20.08.652);
- святой Берарий I (655 — 17.10.669);
- Айглиберт (670—696);
- Берарий II (705—710);
- Херлемонд I (710 — 24.10.724);
- Гауциолен (725—753);
- Херлемонд II (753—762);
- Гауциолен (763—770) — вторично;
- Одинг (770—772) — назначен епископом Бовэ;
- Мерол (772—785);
- Иосиф (785 или 793—794);
- Франкон I (794 — 30.01.816);
- Франкон II (816 — 06.11.832);
- Альдрик (832 — 07.11.856);
- Роберт (856—880);
- Ламберт (880—892)
- Гунтер (892—908);
- Губерт (908—939 или 940);
- Майнард (940—968);
- Сигфруа де Беллем (971—995);
- Авегод де Беллем (995 — 24.10.1036);
- Жерве де Шато-дю-Луар (1036 — 15.10.1055) — назначен архиепископом Реймса;
- Вульгрин (1055 — 10.05.1065);
- Эрно (1066 — 01.12.1081);
- Оэль (1082 — 28.07.1096);
- Ильдебер де Лаварден (1097—1125) — назначен архиепископом Тура;
- Ги д’Этамп (1125—1135);
- Юг де Сен-Кале (20.12.1135 — 05.02.1143);
- Гильом де Пассаван (1143 — 26.01.1187);
- Рено (1187 — 02.08.1190);
- Амелен (01.12.1190 — 1214);
- Николя (27.05.1214 — 1216);
- Морис (14.08.1216 — 20.07.1231) — назначен архиепископом Руана;
- Жоффруа де Лаваль (12.08.1231 — 10.08.1234);
- святой Жоффруа де Лудон[итал.] (17.10.1234 — 03.08.1255);
- Гильом Ролан (08.09.1255 — 04.08.1258);
- Жоффруа Фреслон (1258 — 15.11.1269);
- Жоффруа д’Ассе (1270 — 07.08.1277);
- Жан де Туле (03.10.1279 — 1291 или 1292);
- Пьер Ле Руайе (26.01.1293 — 22.12.1295);
- Дени Бенуа (04.02.1296 — 03.03.1298);
- Робер де Кленшан (1298 — 29.09.1309);
- Пьер Гугёль (1309 — 15.04.1326) — назначен епископом Ле-Пюи-ан-Велле
- Ги де Лаваль (13.03.1326 — 07.04.1338);
- Жоффруа де Ла Шапель (16.05.1338 — 20.06.1347);
- Жан де Краон (24.10.1347 — 31.07.1355) — назначен архиепископом Реймса;
- Мишель де Бреш (31.07.1355 — 10.06.1366);
- Гонтье де Беньо (25.10.1367 — 14.05.1385) — назначен архиепископом Санса;
- Пьер де Савуази (08.02.1385 — 1398) — назначен епископом Бовэ;
- Адан Шателен (17.06.1398 — 1438);
- Жан д’Ансьер (05.06.1439 — 1449);
- Мартен Беррюйе (07.04.1449 — 24.04.1465);
- Тибо де Люксембург (11.05.1465 — 04.11.1476) — цистерцианец;
- Филипп де Люксембург (04.11.1476 — 27.01.1507);
- Франсуа де Люксембург (27.01.1507 — 09.09.1509);
- Филипп де Люксембург (09.09.1509 — 02.06.1519) — вторично;
- Луи де Бурбон-Вандом[итал.] (08.08.1519 — 13.08.1535) — апостольский администратор, назначен архиепископом Санса;
- Рене дю Белле де Ланже (13.08.1535 — 01.11.1546);
- Жан дю Белле де Ланже (01.11.1546 — 27.07.1556);
- Шарль д’Анженн де Рамбуйе (27.07.1556 — 23.03.1587);
- Клод д’Анженн де Рамбуйе (28.09.1587 — 15.05.1601);
- Шарль де Бомануар де Лаварден (18.08.1610 — 17.11.1637);
- Эммерик-Марк де Ла Ферте (28.02.1639 — 30.04.1648);
- Филибер-Эмманюэль де Бомануар де Лаварден (01.03.1649 — 27.07.1671);
- Луи де Ла Вернь де Монтенар де Трессан (21.03.1672 — 27.01.1712);
- Пьер-Роже дю Креви (11.07.1712 — 02.08.1723);
- Шарль-Луи де Фруле де Тессе (12.01.1724 — 31.01.1767);
- Луи-Андре де Гримальди (15.06.1767 — 12.12.1777) — назначен епископом Нойона;
- Франсуа-Гаспар де Жуффруа де Гонсан (01.06.1778 — 23.01.1799);
  - Жак-Гильом-Рене-Франсуа Прюдомм (1791—1793) — антиепископ;
  - Sede vacante (1799—1802);
- Иоганн Михаэль Иосиф фон Пидолль[итал.] (25.05.1802 — 23.11.1819);
- Клод-Маделен де Ла Мир-Мори (05.12.1819 — 22.12.1828);
- Филипп-Мари-Терез-Ги Каррон (16.04.1829 — 27.08.1833);
- Жан-Батист Бувье[итал.] (22.11.1833 — 29.12.1854);
- Жан-Жак Нанкетт (30.08.1855 — 19.11.1861);
- Шарль-Жан Фильон (14.01.1862 — 28.07.1874);
- Эктор-Альбер Шоле д’Утремон (14.09.1874 — 14.09.1884);
- Гийом-Мари-Жозеф Лабуре (31.12.1884 — 13.06.1893) — назначен епископом Ренна;
- Шарль-Жозеф-Луи-Абель Жильбер (29.01.1894 — 1897);
- Мари-Проспер-Адольф де Бонфис (22.03.1898 — 02.06.1912);
- Раймон-Мари-Тюрьяф де Ла Порт (12.08.1912 — 30.11.1917);
- кардинал Жорж-Франсуа-Ксавье-Мари Грант (30.01.1918 — 04.05.1959);
- Поль-Леон-Жан Шевалье (04.05.1959 — 28.10.1971);
- Бернар-Пьер-Эдмон Аликс (28.10.1971 — 13.08.1981);
- Жорж Эдмон Робер Жильсон (13.08.1981 — 02.08.1996) — назначен архиепископом Санса;
- Жак Морис Февр (29.07.1997 — 03.07.2008);
- Ив Ле Со (с 21 ноября 2008 года — по настоящее время).

## Статистика
На конец 2004 года из 529 000 человек, проживающих на территории епархии, католиками являлись 370 000 человек, что соответствует 69,9 % от общего числа населения епархии.
| год  | население | население | население | священники | священники        | священники         | священники                           | постоянные диаконы | монахи  | монахи  | приходы |
| год  | католики  | всего     | %         | всего      | белое духовенство | черное духовенство | число католиков на одного священника | постоянные диаконы | мужчины | женщины | приходы |
| ---- | --------- | --------- | --------- | ---------- | ----------------- | ------------------ | ------------------------------------ | ------------------ | ------- | ------- | ------- |
| 1949 | 375.391   | 412.214   | 91,1      | 605        | 485               | 120                | 620                                  |                    | 258     | 2.895   | 401     |
| 1969 | 420.000   | 461.839   | 90,9      | 421        | 328               | 93                 | 997                                  |                    | 152     | 1.400   | 160     |
| 1980 | 416.000   | 490.385   | 84,8      | 275        | 275               |                    | 1.512                                |                    | 40      | 1.301   | 388     |
| 1990 | 428.000   | 539.000   | 79,4      | 345        | 234               | 111                | 1.240                                | 3                  | 151     | 1.100   | 388     |
| 1999 | 375.000   | 536.000   | 70,0      | 280        | 187               | 93                 | 1.339                                | 21                 | 94      | 662     | 125     |
| 2000 | 370.900   | 529.900   | 70,0      | 271        | 182               | 89                 | 1.368                                | 22                 | 90      | 649     | 125     |
| 2001 | 370.900   | 529.900   | 70,0      | 262        | 175               | 87                 | 1.415                                | 23                 | 88      | 617     | 121     |
| 2002 | 381.000   | 529.900   | 71,9      | 258        | 173               | 85                 | 1.476                                | 23                 | 86      | 502     | 119     |
| 2003 | 370.000   | 529.000   | 69,9      | 245        | 166               | 79                 | 1.510                                | 23                 | 80      | 566     | 116     |
| 2004 | 370.000   | 529.000   | 69,9      | 237        | 163               | 74                 | 1.561                                | 23                 | 75      | 741     | 113     |